# 陈璘
陳璘（1543年—1607年），字朝爵，號龍崖，韶州翁源县（今廣東韶關市翁源县）人，明朝軍事家，曾領兵鎮壓多起平民武裝起事，并于1598年（萬曆二十六年）率軍援助朝鮮抵抗日本入侵。

## 生平
陳璘於1543年出生在韶州府翁源縣龍田鋪（今周陂龍田村）。1562年（明嘉靖四十一年），潮州、英德等地數萬平民起事，陳璘率後前往，先後平息了潮州、英德平息了暴亂，升遷為廣東守備。萬曆初年，率兵平息了廣東高要、揭陽及山人鍾月泉等叛亂，陳璘有謀略，善於統率士兵。1593年（萬曆二十一年），復出任副總兵駐守南澳島。
1597年（萬曆二十五年），明朝與日本豐臣政權侵朝軍隊再度開戰，是為第二次萬曆朝鮮之役；翌年，陳璘率兵1.3萬，戰船550餘艘，馳援朝鮮。戰勝後，被任命為湖广總兵。萬曆二十七年，朝廷認為陳璘帶領水師殲滅日本水軍主力，功勞最大。後又領兵萬人平息了播州（今貴州遵義）的苗族播州之亂。
1607年（萬曆三十五年）五月，病逝于湖廣總兵任内，朝廷以其軍功加以封赠。
萬曆四十年五月，朝廷追贈陳璘為太子太保，賜一子為百戶并允以世襲。萬曆四十六年五月，蔭封其子陳九相為廣東南鄉所指揮并世襲。

## 家族
陈璘的后人遍布广东的罗定、云浮、郁南、信宜等地，并有些迁徙到广西、四川等地。明末，其一孙陈泳素迁至朝鲜半岛南部皇朝里，现繁衍有300多户，2000多人。